# 洛克 (加利福尼亞州)
乐居镇（英語：Locke Historic District）是位於美國加利福尼亞州薩克拉門托縣的一個非建制地區。該地的人口约为90人。1915年由一批来自中国广东省的香山县（现中山）的移民修建，至今已有100多年的历史，依然在被使用。

## 最初的建设
据有关史料记载，大约有三、四千中国人在1870年开始集结于加州沙加缅度县三角州地区，他们投身于建筑堤坝及农业工作。他们常常需要在齐腰深的水中辛苦劳作。当他们建完河堤，并把沼泽地改造成数十万亩良田之后，便留下来就地成为农业工人。
沿着沙加缅度河，这些华工分布于数个小镇居住，包括有埃灵顿（Isleton），汪古鲁 （Walnut Grove），和葛仑（Courtland）。1915年，汪古鲁的唐人埠发生大火，烧毁了整个唐人埠，其后有部份中山人和距离汪古鲁埠约半哩的地主George Locke相熟，便得到他的同意租出他的土地来建立一个唐人埠，并定名为乐居港（Lockeport），后来改名为乐居镇。
镇内共有屋宇约50间，大都是于开埠的前5年内建成。1920年后乐居镇相当繁荣，居民有五、六百人，全属华人。商业方面有影院，中药店，六间餐馆，九间杂货铺，数间宿舍，并有数间赌馆及妓寮。妓寮由白人经营，赌馆、酒寮、鸦片烟窟则由华人经营。乐居镇还曾有一间中文学校。

## 成为在美华人历史文化古镇
后来随着华人后代接受了良好的教育并移居更发达地区，乐居镇在20世纪后半叶开始逐渐衰落。目前乐居镇常住人口将近八十人，其中华人只有约10%。虽然兴盛的景象荡然无存，百年建筑老旧不堪，但乐居镇在很大程度上保留了当年的面貌，并保存了一些日常物品，成为人们探寻历史的一个旅游景点。
研究美国华人历史的人士说，早期华人移民修铁路、筑河堤、从事农业生产，改变了加州的地貌，为加州的经济开发发挥了非常重要的作用。乐居镇是美国华人史的重要一部分，是早期华人移民坚韧不拔、吃苦耐劳的一个范本。
这是美国唯一由华人建造并居住的小镇，也是唯一保存至今的早期华人移民乡村社区范例。1970年8月2日，美国政府确认了乐居镇的历史价值，将镇内五十间楼宇列入为国家历史古绩，1990年被列为美国国家历史遗址

## 地理
洛克的座標為38°15′02″N 121°30′34″W / 38.25056°N 121.50944°W，而該地的平均海拔高度為3米（即10英尺）。